# Antlers (Oklahoma)
Antlers ist eine Stadt und County Seat des Pushmataha County im US-amerikanischen Bundesstaat Oklahoma. Auf einer Fläche von über sieben Quadratkilometern leben 2221 Menschen (Stand: Volkszählung 2020).
Antlers ist Teil der sozioökonomischen Region Ark-La-Tex, die Teile der vier Bundesstaaten Arkansas, Louisiana, Oklahoma und Texas umfasst.

## Geographie
Antlers liegt im Südosten des Bundesstaates Oklahoma im Süden der Vereinigten Staaten, etwa 35 Kilometer von der südlichen Grenze zu Texas sowie 110 Kilometer von der östlichen Grenze zu Arkansas entfernt. 25 Kilometer nordwestlich der Stadt befindet sich der McGee Creek State Park, 20 Kilometer südöstlich liegt der etwa 54 Quadratkilometer große Hugo Lake. In der weiteren Umgebung befinden sich der Pine Creek Lake, der Pat Mayse Lake sowie der 360 Quadratkilometer große Lake Texoma.
Nahegelegene Städte sind unter anderem Rattan (17 km östlich), Hugo (23 km südlich), Boswell (31 m südwestlich) und Sawyer (32 km südöstlich). Nächste größere Stadt ist mit etwa 230.000 Einwohnern das etwa 150 Kilometer nordöstlich gelegene Fort Smith in Arkansas, in ähnlicher Entfernung von Antlers befinden sich auch Oklahoma City (Richtung Nordwesten) und Dallas (Richtung Südwesten).

## Geschichte
Es existieren Beweise zu einer prähistorischen Besiedlung des heutigen Stadtgebietes. An verschiedenen Stellen in der Stadt wurden Pfeilspitzen gefunden. Die meisten derer wurden auf Erhebungen und Hügeln gefunden, was darauf schließen lässt, dass die Urbewohner aus heiltechnischen Gründen höhergelegene Siedlungen bevorzugt haben.
In der jüngeren Vergangenheit haben vor allem die Indianer des Caddo-Stammes in diesem Gebiet gelebt. Sie waren die ersten, die dauerhafte Siedlungen errichteten und waren in der gesamten Region als Jäger und Fischer aktiv. 1832 wurde das Gebiet des heutigen Antlers durch den Vertrag von Dancing Rabbit Creek den Choctaw-Indianern zugesprochen.

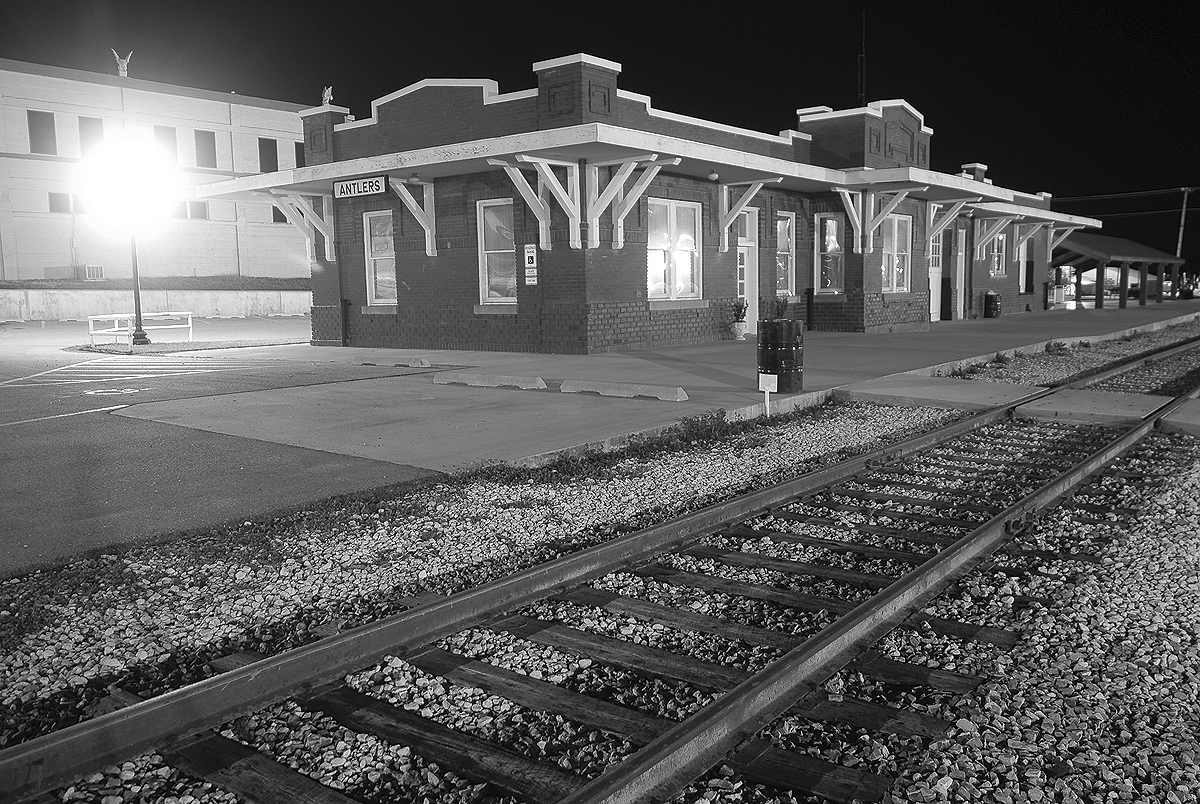
Der historische Bahnhof in Antlers

1880 wurde die St. Louis – San Francisco Railway von Fort Smith in Arkansas nach Paris in Texas errichtet. In Abständen von wenigen Meilen wurden Haltepunkte erbaut, um das Land zu erschließen und bestehenden Siedlungen Anschluss an das Umland zu geben. In sogenannten Section Houses lebten Gebietsaufseher, um den Fortschritt des Baus sowie den Betrieb der Eisenbahn und das Wegerecht zu kontrollieren. Antlers wurde wegen der Nähe zu einer Frischwasserquelle als Station ausgewählt, da in den Dampflokomotiven zur damaligen Zeit regelmäßig Wasser nachgefüllt werden musste.
Ihren Namen erhielt die Stadt wegen zahlreicher Hirschgeweihe (englisch antler), die an Bäumen angebracht wurden. Dies geschah zum einen durch Jäger, die sich damit anderen Jägern gegenüber brüsteten, zum anderen jedoch auch zur Wegemarkierung.
1887 wurde ein Postamt eröffnet, zu dieser Zeit existieren wenige Straßen, die Eisenbahn bediente die lokalen Bahnhöfe sechsmal täglich. In den 1890er Jahren, als die Regierung Protokollierungsdistrikte im Bereich der Fünf Zivilisierten Stämme einteilte, wurde Antlers Record Town von Distrikt #24 und erhielt somit ein eigenes Justizsystem. Um den Bedürfnissen einer Record Town gerecht zu werden, wurde anschließend auch ein Gerichtshof der Vereinigten Staaten erbaut.
Als Vorbereitung auf die Souveränität Oklahomas wurde Antlers 1901 geprüft und als 0,737 Quadratkilometer große Stadt aufgezeichnet. Mit Beginn der Souveränität am 16. November 1907 verloren die Indianerstämme ihre Unabhängigkeit und Antlers war nicht weiter Standort der US-Gerichtsbarkeit. Die Stadt diente danach nur noch als Erholungsort (englisch resort town), wegen ihrer Nähe zu den Kiamichi Mountains kamen viele Touristen zum Fischen, Jagen und Erholen in die Stadt. Mehrere Jahrzehnte bestand eine konstante Einwohner- und Beschäftigtenzahl in der Stadt, ehe sie 1945 von einem verheerenden Tornado heimgesucht wurde, der in einer breiten Schneise zahlreiche Geschäfte und Wohnhäuser zerstörte. Fast 70 Bewohner starben, etwa 300 wurden verletzt. Der Tornado wurde nach späteren Untersuchungen als "F5" gemäß der Fujita-Skala eingestuft.
1975 veränderte sich das Stadtbild zusehends, da nun auch außerhalb des Stadtzentrums Einkaufsmeilen wie das East Town Village errichtet wurden, die sich näher an den Wohnorten der Bewohner befanden. Dadurch verließen zunehmend Geschäfte das Zentrum, wodurch dort seither auch weniger Menschen ihre Einkäufe erledigen. Nach einer Serie von Brandstiftungen und Bränden in den 1970er Jahren verlor Antlers weitere Geschäfte in der Downtown, deren Bild sich zudem veränderte. Es blieben fast ausschließlich aus Ziegelstein erbaute Gebäude übrig.

## Verkehr
Im Südwesten der Stadt verläuft der Indian Nation Turnpike, eine etwa 170 Kilometer lange gebührenpflichtige Schnellstraße von Henryetta bis nahe Hugo. Darüber hinaus verläuft vom Nordosten in den Süden der Stadt der U.S. Highway 271, der im Norden nahe Fort Smith beginnt und bis nach Tyler in Texas führt.

## Demographie
Die Volkszählung 2010 ergab eine Einwohnerzahl von 2453 Menschen, verteilt auf 1068 Haushalte. Die Bevölkerungsdichte lag bei 345 Menschen pro Quadratkilometer. 78,1 % der Bevölkerung waren Weiße, 14,9 % Indianer, 1,8 % Schwarze, 1,8 % Hispanics oder Lateinamerikaner und unter 0,1 % Asiaten. 0,3 % entstammten einer anderen Ethnizität, 4,7 % hatten zwei oder mehr Ethnizitäten. Auf 100 Frauen kamen 78 Männer. Das Durchschnittsalter lag bei 38 Jahren, das Pro-Kopf-Einkommen betrug fast 11.300 US-Dollar, womit fast ein Drittel der Bevölkerung unterhalb der Armutsgrenze lebte.

## Persönlichkeiten
- Nicole DeHuff (1975–2005) war Schauspielerin und wurde in Antlers geboren.